# Segundo Consistório Ordinário Público de 1843

## Cardeais
| Nº                 | País               | Nome                                  | Idade              | Cargo                       | Título ou Diaconia                 |
| Cardeais eleitores | Cardeais eleitores | Cardeais eleitores                    | Cardeais eleitores | Cardeais eleitores          | Cardeais eleitores                 |
| ------------------ | ------------------ | ------------------------------------- | ------------------ | --------------------------- | ---------------------------------- |
| 1                  | Portugal           | Francisco de São Luís Saraiva, O.S.B. | 77                 | Cardeal-Patriarca de Lisboa | Cardeal-presbítero                 |
| 2                  | Itália             | Antonio Maria Cadolini, B.            | 71                 | Bispo de Ancona-Osimo       | Cardeal-presbítero de São Clemente |